# Мирослав Чермељ
Мирослав Чермељ (Београд, 27. децембар 1972) бивши је српски фудбалер.

## Каријера
Рођен је 27. децембра 1972. године у Београду. Почео је у млађим категоријама Црвене звезде. Играо је на позицији одбрамбеног играча. Био је део састава Партизана који је освојио дуплу круну у сезони 1993/94. Пре одласка у иностранство, Чермељ је провео две сезоне у ОФК Београду.
У лето 1997. преселио се у Мексико и потписао уговор са УНАМ-ом. Вратио се у Европу и придружио се шпанском клубу Естремадура из Ла Лиге 1998. године. Потом је отишао у Азију и заиграо за Пекинг Гоан у кинеској Лиги Јиа-А.
Његови синови Лука и Филип су такође фудбалери.

## Успеси
- Партизан
  - Првенство СР Југославије: 1993/94.
  - Куп СР Југославије: 1993/94.